# Joganville
Joganville est une commune française, située dans le département de la Manche en région Normandie, peuplée de 85 habitants.

## Géographie

### Localisation
La commune est située à l'est de la péninsule du Cotentin. Son bourg est à 3,5 km au sud-est de Montebourg et à 8,5 km au nord de Sainte-Mère-Église.
Les communes limitrophes sont Saint-Floxel, Écausseville et Émondeville.

### Hydrographie
La commune est située dans le bassin Seine-Normandie. Elle est drainée par le ruisseau de Coisel,.
Le ruisseau de Coisel, d'une longueur de 10 km, prend sa source dans la commune d'Ozeville, traverse sept communes, longe la commune de Fresville sur 31 m, sur son flanc sud-est, avant de se jeter dans le Merderet en limite de ladite commune et de Fresville.

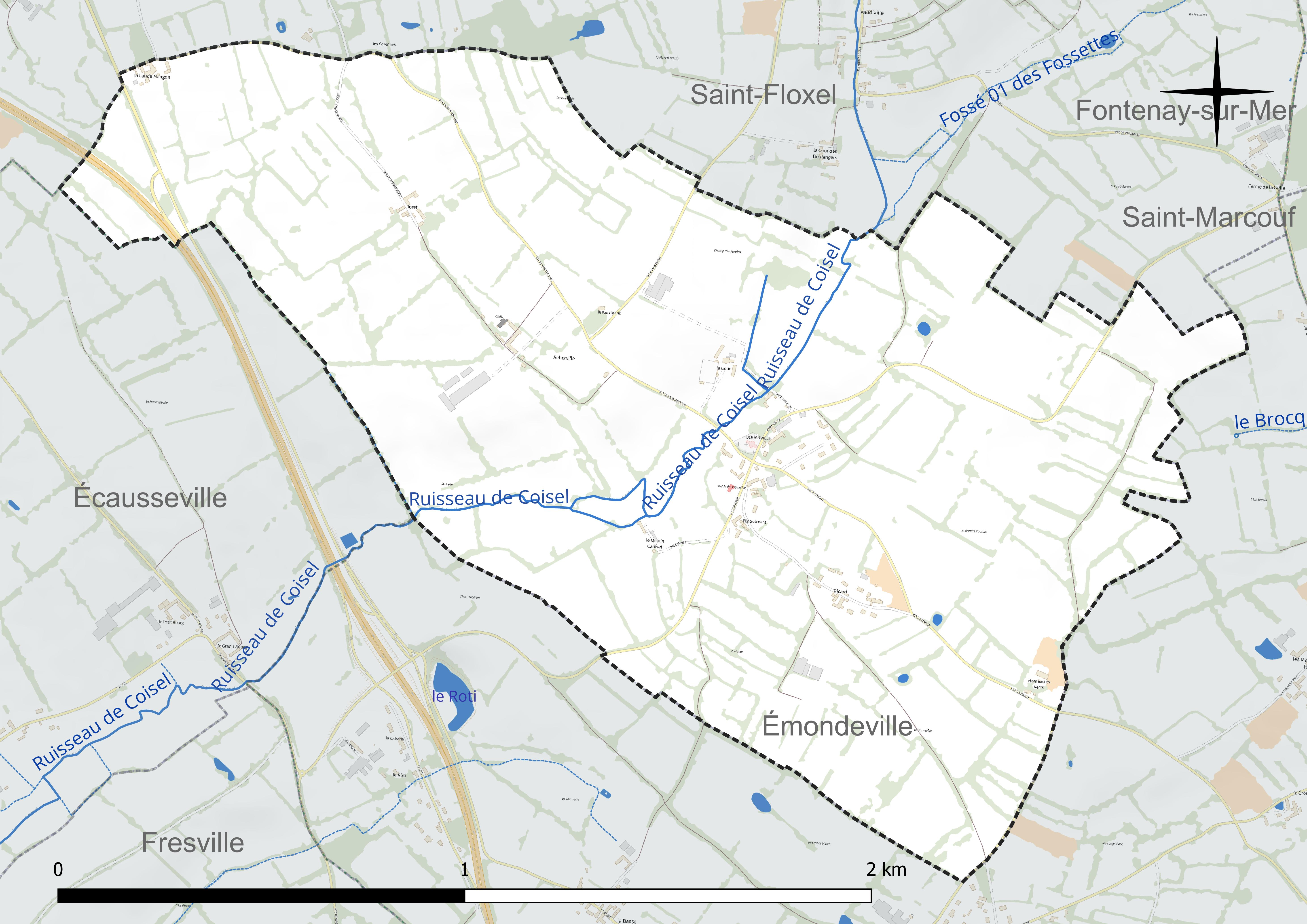
Réseau hydrographique de Joganville.

### Climat
Pour des articles plus généraux, voir Climat de la Normandie et Climat de la Manche.
En 2010, le climat de la commune est de type climat océanique franc, selon une étude du CNRS s'appuyant sur une série de données couvrant la période 1971-2000. En 2020, Météo-France publie une typologie des climats de la France métropolitaine dans laquelle la commune est exposée à un climat océanique et est dans la région climatique  Normandie (Cotentin, Orne), caractérisée par une pluviométrie relativement élevée (850 mm/a) et un été frais (15,5 °C) et venté. Parallèlement le GIEC normand, un groupe régional d’experts sur le climat, différencie quant à lui, dans une étude de 2020, trois grands types de climats pour la région Normandie, nuancés à une échelle plus fine par les facteurs géographiques locaux. La commune est, selon ce zonage, exposée à un « climat maritime », correspondant au Cotentin et à l'ouest du département de la Manche, frais, humide et pluvieux, où les contrastes pluviométrique et thermique sont parfois très prononcés en quelques kilomètres quand le relief est marqué.
Pour la période 1971-2000, la température annuelle moyenne est de 11,1 °C, avec une amplitude thermique annuelle de 11 °C. Le cumul annuel moyen de précipitations est de 792 mm, avec 13,3 jours de précipitations en janvier et 6,8 jours en juillet. Pour la période 1991-2020, la température moyenne annuelle observée sur la station météorologique la plus proche, située sur la commune de Sainte-Marie-du-Mont à 14 km à vol d'oiseau, est de 11,6 °C et le cumul annuel moyen de précipitations est de 890,0 mm,. Pour l'avenir, les paramètres climatiques de la commune estimés pour 2050 selon différents scénarios d’émission de gaz à effet de serre sont consultables sur un site dédié publié par Météo-France en novembre 2022.

## Urbanisme

### Typologie
Au 1er janvier 2024, Joganville est catégorisée commune rurale à habitat dispersé, selon la nouvelle grille communale de densité à sept niveaux définie par l'Insee en 2022.
Elle est située hors unité urbaine et hors attraction des villes,.

### Occupation des sols
L'occupation des sols de la commune, telle qu'elle ressort de la base de données européenne d’occupation biophysique des sols Corine Land Cover (CLC), est marquée par l'importance des territoires agricoles (99,9 % en 2018), une proportion sensiblement équivalente à celle de 1990 (100 %).
La répartition détaillée en 2018 est la suivante : zones agricoles hétérogènes (50,4 %), prairies (49,5 %), zones urbanisées (0,1 %).
L'évolution de l’occupation des sols de la commune et de ses infrastructures peut être observée sur les différentes représentations cartographiques du territoire : la carte de Cassini (XVIIIe siècle), la carte d'état-major (1820-1866) et les cartes ou photos aériennes de l'IGN pour la période actuelle (1950 à aujourd'hui).

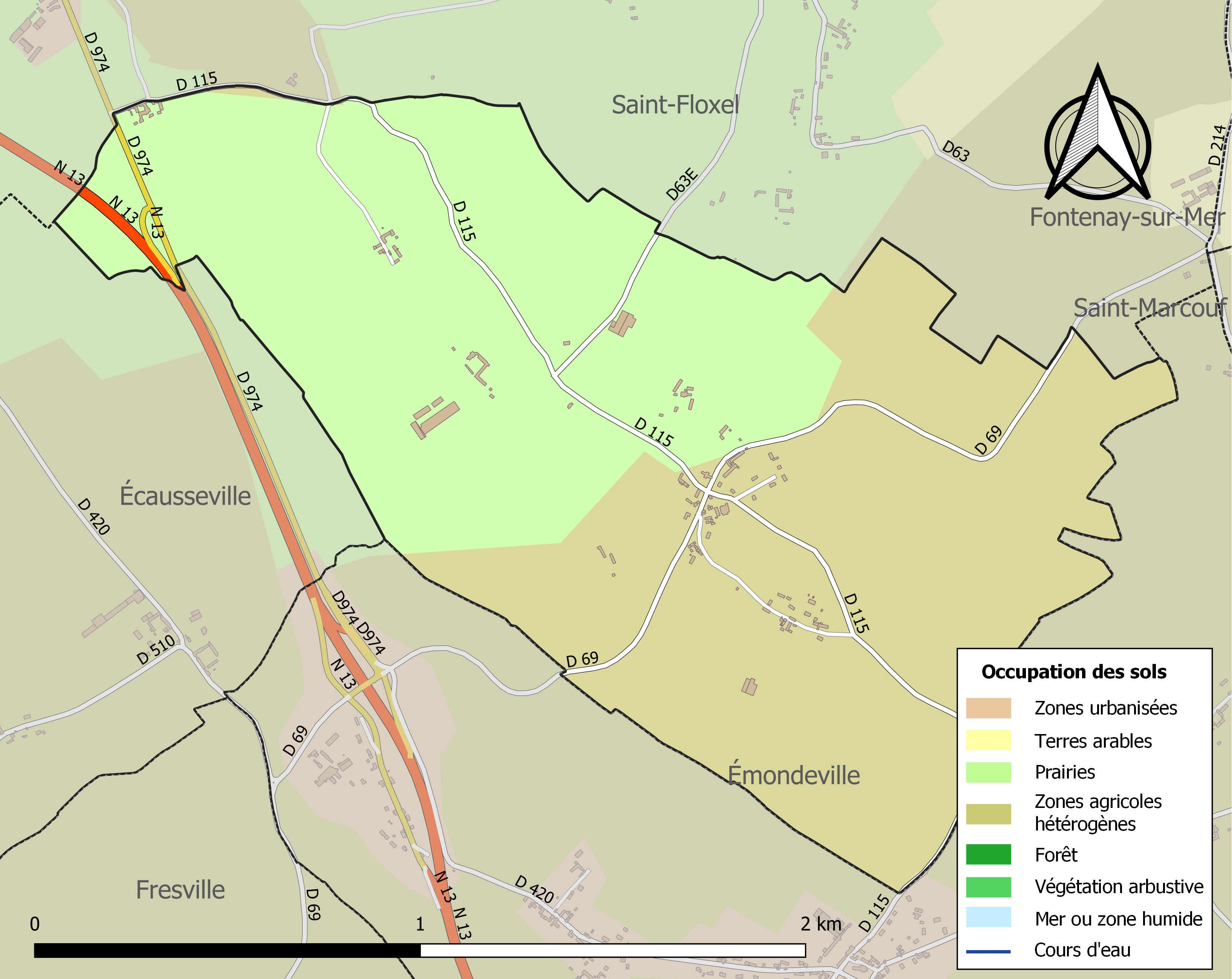
Carte des infrastructures et de l'occupation des sols de la commune en 2018 (CLC).

## Toponymie
Le nom de la localité est attesté sous les formes Joganville vers 1080 et Joganvilla en 1159 et 1181, Joganvilla régulièrement au XIIIe siècle,.
Il s'agit d'une formation toponymique médiévale en -ville au sens ancien de « domaine rural » dont le premier élément est un anthroponyme,,,, selon le cas général.
Jogan est un nom de personne bien attesté dans la Manche au Moyen Âge sous les formes Jogan (aujourd'hui patronyme) et Jugan,,. Un certain Petrus Jogan est mentionné dans le cartulaire médiéval de Montebourg (Cotentin). C'est aussi un patronyme breton, surtout concentré dans l'Ille-et-Vilaine et dans le Finistère.
Dans le Cotentin, il explique les toponymes Boisjugan, Boisgingant, la Jugannière, la Gigannière etc..
Son origine est peut-être le nom de personne celtique Hogan. Il existe aussi en vieux suédois les anthroponymes Jugan et Jogan qui sont des formes de Johan, issu d'un possible vieux norrois de l'est *Jugan / *Jogan.

## Histoire

### Antiquité
Le territoire est sur le tracé d'une voie romaine.

### Moyen Âge
Au XIIe siècle, la paroisse relevait de l'honneur de Saint-Sauveur-le-Vicomte.
En 1204, le fief de la Cour est tenu par les Joganville, descendant de Vikings. En 1474, Jehan II de Mons (1427-v. 1500), seigneur de Joganville, grand bailli de Cotentin de 1484 à 1496, rend aveu à Louis de Bourbon, amiral de France, seigneur du Cotentin.

### Temps modernes
En 1567, Jacques de Surtainville, écuyer, et ses héritiers, sieurs de Joganville, sont taxés pour ce fief de 20 livres dans le rôle du ban et d'arrière-ban de la vicomté de Coutances, effectué par Gilles Dancel lieutenant général du bailli de Cotentin les 20 et 22 octobre. Le fief de Joganville, quart de fief de haubert, tenu ru roi sous la vicomté de Valognes à cause de sa baronnie de La Hougue, avait des extensions à Émondeville, Saint-Floxel et Écausseville.
En 1752, Joganville a pour seigneur Louis Cabieul de Mézières, écuyer, sieur des Mézières, qui réside à cette date au Haut Manoir à Fierville-les-Mines.

## Politique et administration
| Période                                  | Période  | Identité       | Étiquette | Qualité     |
| ---------------------------------------- | -------- | -------------- | --------- | ----------- |
| 1977                                     | 2001     | Édouard Marie  | SE        | Agriculteur |
| 2001                                     | 2008     | Marc Duchemin  | SE        | Agriculteur |
| 2008                                     | En cours | Gilles Schmitt | SE        | Enseignant  |
| Les données manquantes sont à compléter. |          |                |           |             |

Le conseil municipal est composé de sept membres dont le maire et un adjoint.

## Population et société
Les habitants de la commune sont appelés les Joganvillais.

### Démographie
L'évolution du nombre d'habitants est connue à travers les recensements de la population effectués dans la commune depuis 1793. Pour les communes de moins de 10 000 habitants, une enquête de recensement portant sur toute la population est réalisée tous les cinq ans, les populations de référence des années intermédiaires étant quant à elles estimées par interpolation ou extrapolation. Pour la commune, le premier recensement exhaustif entrant dans le cadre du nouveau dispositif a été réalisé en 2006.
En 2022, la commune comptait 85 habitants, en évolution de −19,81 % par rapport à 2016 (Manche : −0,31 %, France hors Mayotte : +2,11 %).
Elle est, avec Azeville et Vaudreville, l'une des trois communes les moins peuplées du canton.
| 1793 | 1800 | 1806 | 1821 | 1831 | 1836 | 1841 | 1846 | 1851 |
| ---- | ---- | ---- | ---- | ---- | ---- | ---- | ---- | ---- |
| 130  | 138  | 232  | 207  | 158  | 169  | 140  | 214  | 170  |

| 1856 | 1861 | 1866 | 1872 | 1876 | 1881 | 1886 | 1891 | 1896 |
| ---- | ---- | ---- | ---- | ---- | ---- | ---- | ---- | ---- |
| 187  | 178  | 163  | 158  | 146  | 153  | 146  | 131  | 133  |

| 1901 | 1906 | 1911 | 1921 | 1926 | 1931 | 1936 | 1946 | 1954 |
| ---- | ---- | ---- | ---- | ---- | ---- | ---- | ---- | ---- |
| 136  | 105  | 80   | 88   | 80   | 82   | 73   | 88   | 95   |

| 1962 | 1968 | 1975 | 1982 | 1990 | 1999 | 2006 | 2011 | 2016 |
| ---- | ---- | ---- | ---- | ---- | ---- | ---- | ---- | ---- |
| 102  | 101  | 77   | 69   | 71   | 84   | 73   | 99   | 106  |

| 2021 | 2022 | - | - | - | - | - | - | - |
| ---- | ---- | - | - | - | - | - | - | - |
| 94   | 85   | - | - | - | - | - | - | - |

### Manifestations culturelles et festivités
La fête patronale, la Saint-Vigor, a lieu à la Toussaint.

## Économie
La commune se situe dans la zone géographique des appellations d'origine protégée (AOP) Beurre d'Isigny et Crème d'Isigny.

## Culture locale et patrimoine

### Lieux et monuments

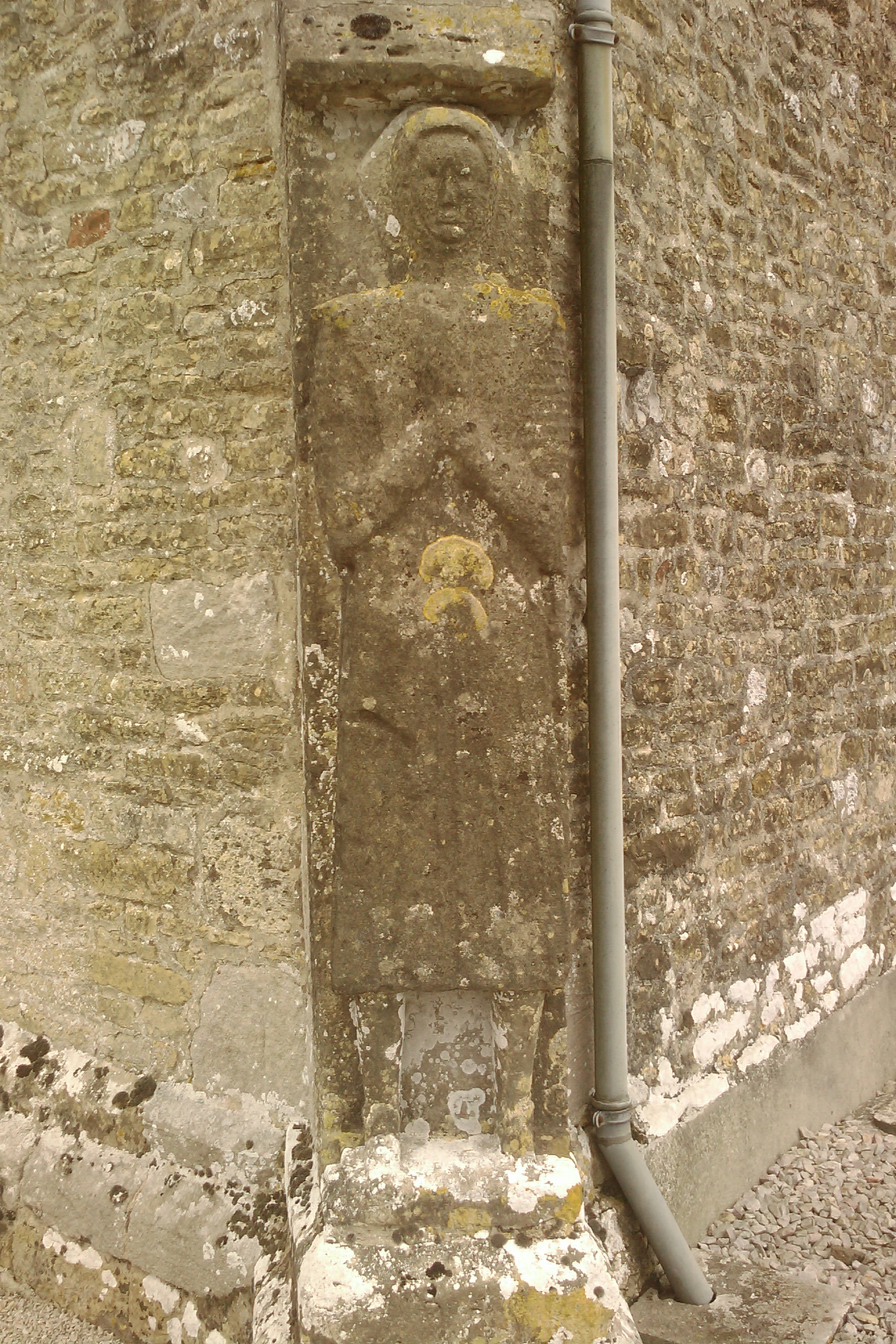
Gisant d'un chevalier encastré à la verticale dans le contrefort de l'église.

- Église Saint-Vigor en grande partie du XIIIe siècle[33], refaite au XVIIe siècle avec son portail de style roman et des pierres placées en épis dans le mur de la nef indiquent l'art roman du XIIe siècle. Elle abrite deux gisants du XIIIe repositionnés debout scellés sur les contreforts de la façade, dont un chevalier en cotte de mailles, l'épée au côté, classés en 1914 au titre objet aux monuments historiques[34], la cloche Henriette, portant inscription, armoiries et Vierge à l'Enfant, classée en 1977[35], ainsi qu'un autel du XVIIe, les statues Vierge à l'Enfant du XIXe et saint Joseph. À l'extérieur, dans une niche de l'église, dans le pignon du transept, statue de la Vierge à l'Enfant mutilée.
- If funéraire du cimetière.
- Manoir d'Auberville, ou la Cour d'Auberville ou la Porte d'Auberville, du XVIe siècle[36]. Le logis présente une grosse tour circulaire, engagée près de son entrée, et sur son arrière une autre tour polygonale flanquée d'une échauguette. La porte, datée du XVIIe siècle[37], précédée d'un perron, est richement sculptée.
- Manoir de la Cour, des XVIIe et XVIIIe siècles[38] : sa façade présente un pavillon central en avancé surmonté d'un fronton triangulaire. La tour d'escalier est ce qui reste de l'ancien manoir.
- Moulin Canivet des XVIIe – XVIIIe siècles. Il est le seul subsistant sur les trois anciens moulins que comptait Joganville.

### Personnalités liées à la commune
- Louis Le Vavasseur de Masseville (Joganville, 1647 - Valognes, 1733), prêtre et historien[39].